# 岩坪威
岩坪 威（いわつぼ たけし、1960年2月14日 - ）は、日本の神経病理学者。東京大学大学院医学系研究科教授。J-ADNI代表。

## 略歴
- 1984年 - 東京大学医学部卒業
- 1986年 - 東京大学医学部附属病院神経内科入局
- 1989年 - 同学部附属脳研究施設脳病理学部門助手に就任
- 1992年 - 東京大学薬学部機能病態学寄付講座客員助教授に昇任
- 1998年 - 東京大学大学院薬学系研究科臨床薬学教室教授に昇任
- 2007年 - 東京大学大学院医学系研究科神経病理学分野教授に転任（臨床薬学教室教授は兼務）

### 受賞歴
- 2008年 - アメリカ「メトライフ医学賞」[2]
- 2011年 - ベルツ賞2等賞 「アルツハイマー病：βアミロイドをめぐる分子病態と先制医療への展望」
- 2012年 - アメリカ「ポタムキン賞」[3]
- 2011年 - ベルツ賞2等賞 「アルツハイマー病：疾患メカニズムに即した診断・評価と疾患修飾による治療・予防の実現を目指して
- 2012年 - 高峰記念第一三共賞
- 2023年 - 持田記念学術賞、上原賞
- 2024年 - 紫綬褒章[4][5]

## 著作リスト

### 編
- 『認知症 - 研究・臨床の最先端』（医歯薬出版、2011年）
- 『Alzheimer病 - 基礎・臨床研究の最新動向』（医歯薬出版、2007年）

### 共編
- 『疾患と薬物治療』（長尾拓との共編、共立出版、2000年）

### 博士論文
- 『アルツハイマー病脳、老年者脳におけるneuropil threads及び神経原線維変化の免疫細胞化学 -共焦点レーザー走査蛍光顕微鏡による観察-』（医学博士、乙種、東京大学、1991年）

### 科研費報告書
- 『βアミロイド形成機序に関する免疫細胞化学的研究』（1995-1996年、東京大学）
- 『脳アミロイド新規成分を標的とするアルツハイマ-病診断・治療法の開発-スカベンジヤ-受容体様構造をもつ新規膜蛋白の同定と機能解析』（2000-2002年、東京大学）
- 『アルツハイマー病βアミロイド産生に関わるプレセニリン・γセクレターゼ複合体の解析』（2001-2003年、東京大学）
- 『アルツハイマー病βアミロイドの産生・凝集・除去に関する分子細胞生物学的研究』（2005-2007年、東京大学）

### 共訳書
- 『連続切片標本による脳・脊髄解剖アトラス』（ジェームズ・D・フィックス著、万年徹との共訳、医学書院、1994年）
- 『アルツハイマー病遺伝子を追う - ハンナ家の子孫と探究者の物語』（ダニエル・A・ポーレン著、丸山敬との共訳、三田出版会、1997年）

### 論文
- CiNii>岩坪威
- PubMed>Takeshi Iwatsubo